# Орас, Пауль Юрьевич
Пауль Юрьевич Орас (Paul Oras) (1897—1943) — военный моряк, инженер-механик, член Петроградского совета рабочих и солдатских депутатов, участник Гражданской войны, воевал в составе отряда моряков против войск Н. Н. Юденича на сухопутном фронте, командир броненосного крейсера «Адмирал Макаров»; заместитель спасательной экспедиции и комиссар на ледоколе «Красин» по спасению экипажа итальянского дирижабля «Италия»; полиглот, дипломат, военно-морской атташе при полпредстве СССР в Швеции, Италии, Греции и США, председатель Научно-технического комитета ВМС РККА, заместитель начальника Главного управления судостроительной промышленности Народного комиссариата оборонной промышленности СССР, военинженер 1-го ранга. Репрессирован в 1937 году.

## Биография
Пауль Юрьевич Орас родился 22 апреля 1897 года в городе Ревель (ныне Таллинн) Российской Империи (ныне Эстония). Эстонец.
В 1916 году, после окончания Ревельской гимназии, поступил на механическое отделение Морского инженерного училища в Кронштадте. В 1917 году вступил в члены РСДРП. Старший гардемарин П. Ю. Орас окончил два курса училища, которое в 1917 году было перебазировано в Петроград, а в 1918 году — расформировано.

### Участие в Гражданской войне
Участник Гражданской войны. С июля 1918 служил на Балтийском флоте машинным старшиной на линкоре «Гангут». Был избран членом Петроградского совета рабочих и солдатских депутатов, ответственным сотрудником Особой комиссии Рабоче-крестьянской обороны Советской республики. В 1919 году воевал в составе отряда моряков против войск Н. Н. Юденича на сухопутном фронте. Командовал полуротой, временно исполнял должность командира роты в отряде моряков. В 1920 году продолжил службу на линкоре «Гангут». С мая по ноябрь 1921 года служил механиком учебного судна парохода «Трансбалт» (до 1918 года  «Рига»), а затем исполнял должность командира броненосного крейсера «Адмирал Макаров» в 1922 году выведенного из состава флота.

### Служба в Советской республике
В 1922 году окончил механическое отделение Специальных курсов командного состава Военно-морских сил РККА. В 1923 году поступил на механический факультет Военно-морской академии. После окончания «инженерной ступени» Морской академии с 1923 года исполнял должность командира эсминца «Урицкий» во время восстановительного ремонта корабля в Петрограде. Затем, с ноября 1924 до 1925 года был членом военно-морской технической комиссии во Франции, весной 1926 года находился в «технической командировке» в Германии и Голландии. В марте 1926 года окончил военно-морскую академию, и как хорошо владеющий английским и немецким языками (также знал арабский язык), был направлен Военно-морским атташе при полпредстве СССР в Швеции. В феврале 1928 года после возвращения из Швеции, назначен помощником председателя комиссии по наблюдению за постройкой и ремонтом кораблей в Ленинграде, а в марте 1928 года - помощником председателя Научно-технического комитета ВМС РККА. В 1928 году награждённый орденом Трудового Красного Знамени.
В июне 1928 года был экстренно назначен заместителем спасательной экспедиции и комиссаром на ледоколе «Красин» по спасению экипажа итальянского дирижабля «Италия» под командованием Умберто Нобиле, который летел к Северному полюсу и потерпел аварию 25 мая. Капитану ледокола К. П. Эгге (также экстренно назначенному) и комиссару была поставлена задача выйти в море через 104 часа. Они в кратчайшие сроки сформировали команду, обеспечили загрузку топлива, продуктов и необходимого снаряжения. Ледокол вышел из Ленинграда 16 июня, на 13 минут раньше указанного срока. 1 июля «Красин» подошёл к району поисков к северу от Шпицбергена и вступил в борьбу с тяжёлыми прибрежными льдами. 10 июля экипаж самолёта «Юнкерса» ЮГ-1 (перевозился на ледоколе «Красин») пилота Бориса Чухновского обнаружил на льду лагерь Нобиле и сбросил на льдину продовольствие. На обратном пути к «Красину» самолёт потерпел аварию, Чухновский послал радиограмму об обнаружении экипажа итальянского дирижабля и отказался от помощи. 12 июля «Красин» снял с таявшей льдины членов экспедиции Нобиле. В начале 1960-х годов в архиве Министерства внешней торговли СССР был обнаружен «красинский» дневник Ораса и в 1963 году он частично был опубликован в журнале «Вокруг света» в статье  «Красный флаг в Арктике».
По возвращении в Ленинград Орас продолжил службу помощником председателя Научно-технического комитета ВМС РККА. В конце 1929 - начале 1930 года участвовал в переводе вокруг Европы линкора «Парижская коммуна» и крейсера «Профинтерн» с Балтики в Чёрное море, для передачи их в состав Черноморского флота. О своих наблюдениях во время похода написал статью в журнал «Морской сборник» «На линкоре вокруг Европы. (Поход практического отряда МСБМ из Кронштадта в Севастополь)». С 24 февраля по 9 марта 1930 года Орас был членом советской морской комиссии,  которая работала в Германии с целью ознакомления с её Морскими силами. В октябре 1931 назначен председателем Научно-технического комитета ВМС РККА.
В сентябре 1932 года был назначен преподавателем Военно-морской академии им. К. Е. Ворошилова. 7 ноября 1932 года командирован в Германию членом комиссии от НТК в составе В. А. Никитина, В. Н. Перегудова под председательством начальника Управления кораблестроения А. К. Сивкова для проведения переговоров о получении технической помощи от немцев по проектированию и постройке подводных лодок. Затем Орас и Перегудов были направлены на переговоры в Испанию. По возвращении в СССР на легковую машину, в которой они ехали от вокзала, наскочил грузовик. Всё окончилось благополучно, Орас и Перегудов отделались легкими ушибами, но они вполне допускали, что это была не случайность.
В 1933 году Орас был вновь назначен на дипломатическую работу. С марта 1933 по апрель 1934 года был Военно-морским атташе при полпредствах СССР в Италии и Греции, с апреля 1934 по январь 1936 — Военно-морским атташе при полпредстве СССР в США.
28 ноября 1935 года присвоено звание военинженер 1-го ранга. В 1936 году назначен заместителем начальника Главного управления судостроительной промышленности Народного комиссариата оборонной промышленности СССР.
14 июня 1937 года Орас был арестован, обвинение — участник вредительской антисоветской организации. 12 сентября 1938 года был завизирован «Список лиц, подлежащих суду Военной Коллегии Верховного Суда СССР» по Ленинградской области, составленный НКВД. Под номером 87 в этом списке из 137-ми фамилий, отнесенных к 1-й категории, значился Орас. Отнесение к 1-й категории означало приговор к расстрелу. 30 мая 1940 года  в Таллине, в столице только что провозглашенной Эстонской ССР, состоялся суд над Орасом. Судила его выездная сессия Военной коллегии Верховного суда СССР и приговорила члена «вредительской антисоветской организации, существовавшей в оборонной промышленности, … которая проводила подрывную работу в области строительства Военно-Морского Флота» к десяти годам заключения и 5 годам поражения в правах. Орас был возвращён в Ленинград, в тюрьму специального назначения для содержания и организации труда осуждённых Специального конструкторского бюро Военно-Морского Флота ОКБ-196 («шарашку») следственного изолятора «Кресты». Данное ОКБ (позднее вошло в ЦСКБ-18, ныне ЦКБ «Рубин») занималось разработкой подводных лодок. С началом войны ОКБ было эвакуировано в город Зеленодольск близ Казани, а затем — в Москву, где, как позже сообщили жене Ораса, он умер в 1943 году.
Реабилитирован Орас Пауль Юрьевич был в 1956 году.